# Seria „SF” Wydawnictwa Poznańskiego
Seria „SF” Wydawnictwa Poznańskiego – seria książek z gatunku fantastyki naukowej wydawana przez Wydawnictwo Poznańskie, która ukazywała się w latach 1975–1992. Redaktorem serii był Bronisław Kledzik. Ze względu na logo zwana była niekiedy serią „ze słoneczkiem”.
Pomysł utworzenia serii narodził się po Międzynarodowym Spotkaniu Pisarzy Twórców Literatury Fantastyczno-Naukowej w Poznaniu w 1973 r., a do jej powstania przyczynili się głównie Bronisław Kledzik i Czesław Chruszczewski .

## Zawartość
Większość pozycji wydanych w serii to twórczość krajowych autorów, zwłaszcza z obszaru północno-zachodniej Polski: po kilka tomów wydali tu Czesław Chruszczewski i Jacek Sawaszkiewicz . Na uwagę zasługuje debiut Wiktora Żwikiewicza (Druga jesień w 1982).
Wydawano również literaturę autorów zagranicznych – przez pierwsze kilkanaście lat w serii ukazywały się wyłącznie utwory autorów z krajów bloku wschodniego, w tym unikalne na polskim rynku wydawniczym antologie krótkich form z tego obszaru, wydane w latach 1976–1987 . Pierwsza wydana w serii antologia – Ludzie i gwiazdy została przygotowana z myślą o trzeciej edycji Euroconu, który odbył się w 1976 r. w Poznaniu. Pod koniec lat 80., gdy rynek nieco się otworzył, zaczęto wydawać literaturę zachodnią. Ukazały się m.in. dwa słynne cykle – „Fundacja” Asimova i „Stalowy Szczur” Harrisona.
Wydano także kilka tomów klasyki s-f: Frankenstein Mary Shelley, Trujące pasmo Conan Doyle’a (wznowienia wydań z lat 50., które ukazały się w serii „Przygoda. Awantura. Sensacja” tegoż wydawnictwa), a z polskich Miasto światłości Smolarskiego.
Ukazały się tu również trzy istotne pozycje z zakresu krytyki literackiej dotyczącej fantastyki naukowej.

## Oprawa graficzna
Jako jedna z niewielu na polskim rynku wydawniczym seria praktycznie nie zmieniła wyglądu przez wszystkie lata ukazywania się. Jedyna większa zmiana, to ciemna wersja okładki w 2001: Odysei kosmicznej Clarke’a. Niektóre pozycje wydawane pod koniec istnienia serii miały lekko powiększony format (np. Zatonięcie Japonii, Frankenstein, cykl Stalowy Szczur i dwie z pozycji krytyczno-literackich ).
Autorem większości okładek był poznański artysta Józef Petruk .

## Wykaz pozycji
- Czesław Chruszczewski – Rok 10 000 (1975)
- Czesław Chruszczewski – Fenomen Kosmosu (1975, 1979, 1986)
- Czesław Chruszczewski – Potrójny czas galaktyki (1976)
- Czesław Chruszczewski – Gdy niebo spadło na ziemię (1978, 1980)
- Jacek Sawaszkiewicz – Czekając (1978)
- Jacek Sawaszkiewicz – Sukcesorzy (1979)
- Czesław Chruszczewski – Powtórne stworzenie świata  (1979)
- Czesław Chruszczewski – Miasto nie z tej planety (1981)
- Jacek Sawaszkiewicz – Kronika Akaszy. Inicjacja (1981)
- Jacek Sawaszkiewicz – Eskapizm (1982)
- Jacek Sawaszkiewicz – Kronika Akaszy. Skorupa astralna (1982)
- Wiktor Żwikiewicz – Druga jesień (1982)
- Jacek Sawaszkiewicz – Kronika Akaszy. Metempsychoza (1984)
- Bronisław Kijewski – Progi tolerancji (1984)
- Wadim Szefner – Dziewczyna nad urwiskiem (1985)
- Aleksandr Bielajew – Człowiek ryba (1985)
- Jacek Sawaszkiewicz – Kronika Akaszy. Powtórka z Apokalipsy (1986)
- Jacek Sawaszkiewicz – Stan zagrożenia (1986)
- Witold Zegalski – Wyspa Petersena (1976, 1986)
- Andrzej Zimniak – Homo determinatus (1986)
- Olga Łarionowa – Lampart ze szczytu Kilimandżaro (1987)
- Janusz A. Zajdel – Wyższe racje (1988)
- Mieczysław Smolarski – Miasto światłości (1988)
- Aleksandr Grin – Migotliwy świat (1988)
- Andrzej Zimniak – Marcjanna i aniołowie (1989)
- Mary Shelley – Frankenstein (1989)
- Sakyō Komatsu – Zatonięcie Japonii (1989)
- Arthur C. Clarke – 2001: Odyseja kosmiczna (1990)
- Arthur Conan Doyle – Trujące pasmo (1991)

### Antologie
- Ludzie i gwiazdy (1976, antologia krajów bloku wschodniego)
- Wehikuł wyobraźni (1978, fantastyka polska)
- Okno w nieskończoność (1980, fantastyka radziecka)
- Gwiazdy Galaktyki (1981, fantastyka węgierska)
- Uskok w czasie (1982, fantastyka rumuńska)
- Niemoc (1983, fantastyka z NRD)
- Cybernetyczne laleczki (1987, fantastyka czeska i słowacka)
- Potomkowie Słońca (1987, klasyczna fantastyka rosyjska z lat 1784–1927)

### Cykle
- Isaac Asimov – Fundacja
  - Fundacja (1987)
  - Fundacja i Imperium (1988)
  - Druga Fundacja (1989)
  - Agent Fundacji (1991)
  - Fundacja i Ziemia (1992)
- Harry Harrison – Stalowy Szczur
  - Stalowy Szczur (1990)
  - Zemsta Stalowego Szczura (1990)
  - Stalowy Szczur ocala świat (1991)

### Teoria sf
- Antoni Smuszkiewicz – Zaczarowana gra (1982)
- Andrzej Niewiadowski, Lech Jęczmyk i Barbara Okólska (red.) – Spór o SF (1989, antologia tekstów krytycznych)
- Andrzej Niewiadowski, Antoni Smuszkiewicz – Leksykon polskiej literatury fantastycznonaukowej (1990)